# Аплетов, Иван Потапович
Ива́н Пота́пович Апле́тов (24 апреля 1921 — 27 марта 1979) — участник Великой Отечественной войны, командир пулемётного взвода 164-го стрелкового полка 33-й стрелковой дивизии 1-й ударной армии 3-го Прибалтийского фронта, старший лейтенант.
Герой Советского Союза (24.03.1945), майор запаса с 1947 года.

## Биография
Родился 24 апреля 1921 года в селе Сухой Донец (ныне Богучарского района Воронежской области) в семье крестьянина. Русский. Окончил педагогическое училище в Ростовской области. Работал учителем.
В 1940 году был призван в Красную армию. Участник Великой Отечественной войны с января 1942 года. Первый бой принял в составе курсантской бригады на Волховском фронте. После второго ранения из госпиталя был направлен на офицерские курсы. Возвратился на фронт уже лейтенантом, командиром пулемётного взвода. Весной 1943 года вступил в ВКП(б). Особо отличился в боях за освобождение Прибалтики в июле 1944 года.
В июльских боях 1944 года пулемётный взвод под командованием старшего лейтенанта Аплетова овладел частью важной высоты западнее поселка Миссо (Выруский район Эстонии). После выхода из строя командира роты Аплетов принял на себя командование подразделением, поднял бойцов в атаку и выбил врага с высоты. Аплетову и его бойцам удалось истребить более 100 гитлеровцев, захватить шесть 76 мм пушек со снарядами, 7 пулемётов, более 20 автоматов и винтовок. Удар подразделения обеспечил успех всему соединению.
26-27 июля 1944 года с группой из 15 человек вышел в тыл врага, оседлал шоссе и отразил 8 контратак противника. Находясь в окружении, в течение суток удерживал занимаемый рубеж и огнём пулемётов обеспечивал действия батальона. В этом бою уничтожил более 130 фашистов и во время рукопашного боя захватил двух немцев в плен. Боевая задача была успешно выполнена.
В одном из следующих боев отважный офицер был тяжело ранен. В госпитале узнал о присвоении высокого звания.
Указом Президиума Верховного Совета СССР от 24 марта 1945 года за образцовое выполнение заданий командования и проявленные мужество и героизм в боях с немецко-фашистскими захватчиками старшему лейтенанту Аплетову Ивану Потаповичу присвоено звание Героя Советского Союза с вручением ордена Ленина и медали «Золотая Звезда» (№ 8659).
После госпиталя на фронт не вернулся. День Победы встретил в тылу, парторгом крупного оборонного предприятия. В 1946 году окончил Вологодскую областную партийную школу. С 1947 года майор Аплетов — в запасе.
Работал помощником директора железнодорожного училища № 1 в городе Вологде. Затем жил в городе Москве. До выхода на пенсию в 1977 году работал директором школы № 485 в Москве. Умер 27 марта 1979 года.

## Награды и звания
- Медаль «Золотая Звезда» Героя Советского Союза (№ 8659)
- Орден Ленина
- Два ордена Красной Звезды
- Медали, в том числе:
  - Медаль «За победу над Германией в Великой Отечественной войне 1941—1945 гг.»
  - Юбилейная медаль «Двадцать лет Победы в Великой Отечественной войне 1941—1945 гг.»
  - Юбилейная медаль «Тридцать лет Победы в Великой Отечественной войне 1941—1945 гг.»
- Почётный гражданин города Богучар.

## Память
- Похоронен на родине, в селе Сухой Донец.
- Имя Героя увековечено на Аллее Славы города Богучар.
- На здании школы № 485 города Москвы установлена мемориальная доска.
- В 2018 году снят документальный биографический фильм «Герой Советского Союза, Аплётов Иван Потапович»